# 북부세발가락뛰는쥐
북부세발가락뛰는쥐(Dipus sagitta)는 뛰는쥐과에 속하는 설치류의 일종이다. 북부세발가락뛰는쥐속(Dipus)의 유일종이다. 이란과 우즈베키스탄, 러시아, 중국 그리고 몽골에서 발견된다. 흔하게 발견되는 종으로 국제 자연 보전 연맹(IUCN)이 "관심대상종"으로 지정하고 있다.